# ニューゲート監獄
ニューゲート監獄（ニューゲートかんごく、Newgate Prison）は、ロンドンに1902年まで存在した刑務所。

## 歴史

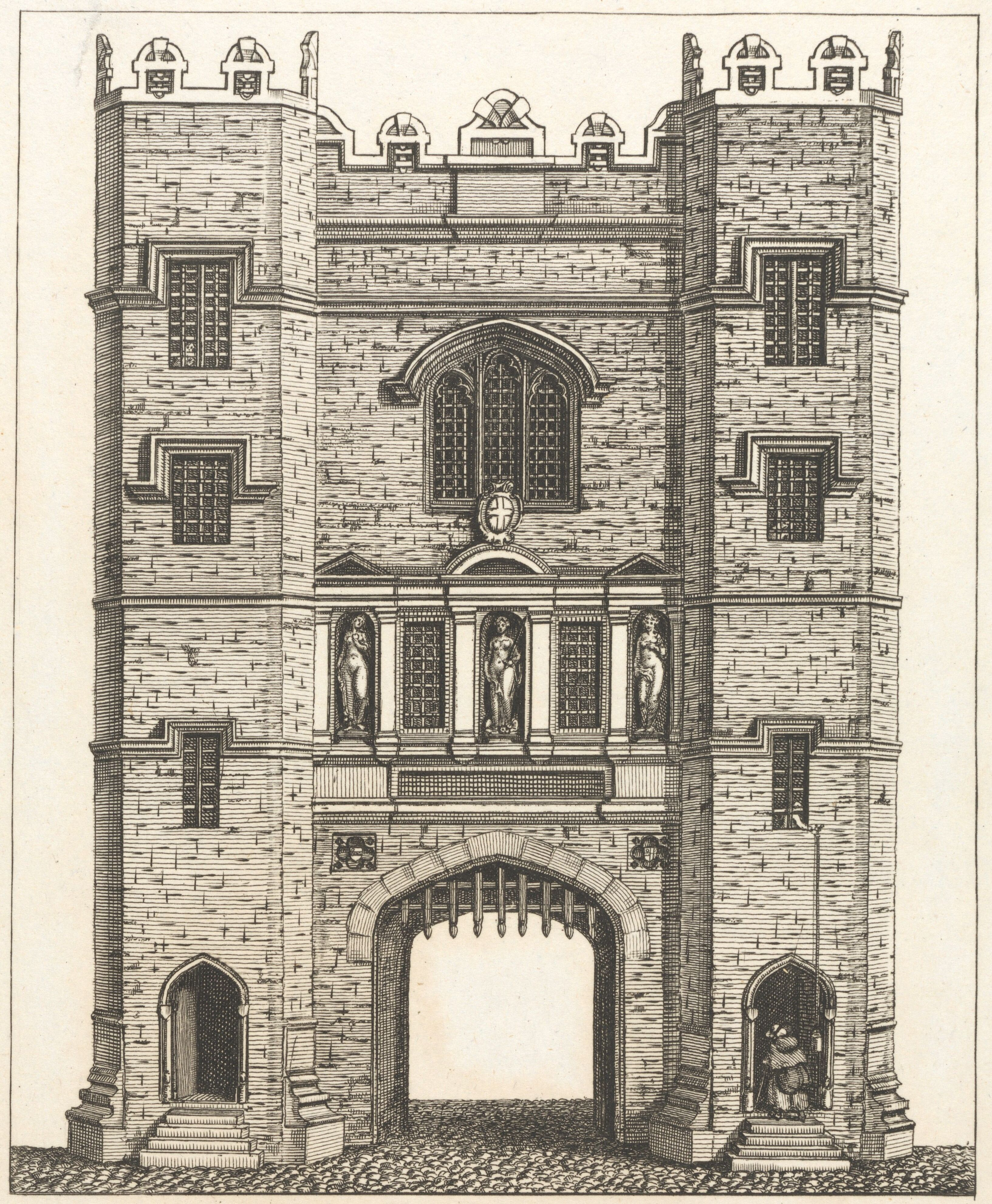
旧ニューゲート監獄

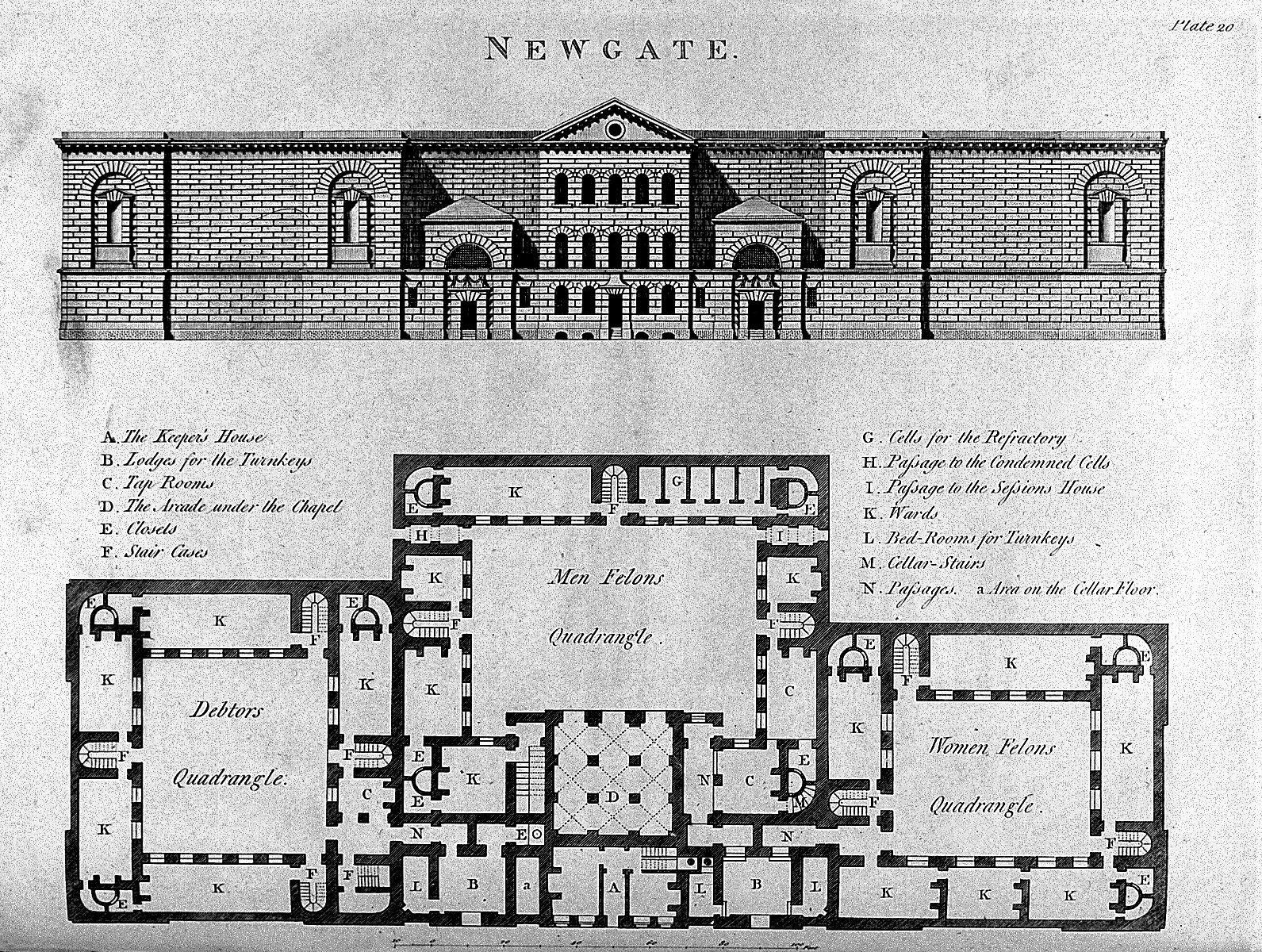
ニューゲート監獄内部の見取り図

1188年にヘンリー2世の命令によりシティ・オブ・ロンドンのニューゲートに建設され、1236年に大きくその規模を拡大された。死刑囚を含む様々な受刑者を収容していたが、必ずしも脱出不可能というわけではなかった。泥棒のジャック・シェパードは、1724年に絞首刑になるまで3度も脱獄している。
時折、小規模な改築が行われてきていたが、古い監獄は一度完全に取り壊されたうえ、1770年から8年の歳月をかけてジョージ・ダンスの設計による新しい建物が建設された。1780年のゴードン騒乱 (w:Gordon Riots) の際には刑務所が放火され、受刑者300人が脱走してそれを上回る多くの受刑者が焼死した。脱走者の多くは再び逮捕され、処刑あるいは別の刑務所に収監されることになる。刑務所は2年後に再建された。
1783年にロンドン市は、絞首台をロンドン市内のタイバーンから、刑務所のすぐ外に移した。絞首刑は当時の庶民にとっては娯楽であり、大きな観衆を集めた。
1812年に刑務所を訪れたエリザベス・フライは、刑務所で賄賂や虐待が横行し、不衛生のきわみであったことに衝撃を受け、刑務所の改善に尽力することになる。イギリスの下院議会に証拠が提出され、少しずつではあるがニューゲート監獄は改善されていくことになる。
1868年以後、処刑は以前のように公開せず、ニューゲート監獄内で行われるようになる。本監獄は1902年に取り壊され、その跡地に中央刑事裁判所が建設された。
チャールズ・ディケンズの小説の中にニューゲート監獄はたびたび登場し、『バーナビー・ラッジ』や『大いなる遺産』、『オリヴァー・ツイスト』の中に当時の刑務所の状況が生々しく描写されている。また、マイケル・クライトンの『大列車強盗』の中にも登場している。

## 処刑

### 処刑執行までの流れ
処刑は基本的に月曜日に行われた。囚人たちはニューゲート監獄の死刑囚室に連れて行かれ、足かせを外され、手を縛られた後、最後の旅路をたどる馬車の荷台に乗せられた。刑務所を出る前から、近くのセント・セパルカー教会の哀悼の鐘の音が聞こえた。中には、この機会に結婚式用のスーツを着て、絞首台でのスピーチの準備を整えている者もいた。ニューゲートの司祭（または牧師）が話す言葉に集中していて、怖くて話せない者もいた。
2マイルの旅は、人混みのため3時間もかかった。18世紀半ばまでにロンドンは人口約75万人を擁する世界最大の都市の一つとなり、何千人もの人々が絞首刑の光景を見るために集まっていた。
門の外と道沿いには、死刑囚を一目見ようと通りに群がる人々や家の窓から身を乗り出す人々がいた。少女たちはキスを吹きかけ、人々は食べ物を投げ、歓声を上げたり、野次ったり、排泄物を投げたりする者もいたが、荷車に近づくことは許されなかった。これは以前に囚人を救出する試みがあったため、市の保安官は荷車の周囲を武装した馬に乗った警備員で囲むようになったためである。
死刑囚を乗せた馬車は東から西へ、ホルボーン、セント ジャイルズ、タイバーン ロード (現在はオックスフォード ストリートと呼ばれている) に沿って進んだ。絞首台は、現在のマーブル・アーチとして知られている場所の近くにあった。荷馬車は石畳の道をよろめきながら進んだ。囚人たちにとって、この音を聞き、街の「新鮮な空気」とされる匂いを嗅いだのは、何週間ぶりのことであった。しかし、それは、悪臭を放つ過密な刑務所の音や匂いよりはるかにマシであったと言う。
18世紀では、タイバーン・ロードやオックスフォード ストリートは、セールスマンや買い物客、軽食や飲み物を求めて立ち寄る人々で賑わっていました。シーモア プレイスのパブ、メイソンズ アームズに席を見つけた人は、囚人たちの特別な姿を見ることができました。なぜなら、ここが囚人たちが食事や飲み物のために立ち寄る最後の場所だったからである。それ以前は、旅の途中でセント ジャイルズのボウル インで一杯飲んでいたでしょう。
市の保安官は、この最後の停留所では最大限の注意を払う必要があることを知っていた。処刑前に囚人が酒を飲むのは慣例だった。おそらくアルコールで麻痺させられるためだろう。しかし、パブの地下室の壁には今でも手錠がかけられており、囚人が異常な状況で最後の一杯を楽しんだことを物語っている。
死刑囚たちはパブを出て荷車にまた乗せられるとき、客に向かって「帰りにビール一杯おごってやるぞ！」と叫んだものだった。死刑囚が冗談を言うのは奇妙に思えるかもしれないが、それは対処メカニズムであり、ある時点で見ようと決めた何千人もの人々にとってこの日をあんなに見世物にした数多くの儀式のうちのひとつに過ぎなかった。絞首刑を見るために何マイルも離れたところからやって来た人々の中には、まるで休日かカーニバルに行ったかのように、楽しもうと決心していた者もいた。何しろその日は聖月曜日、長い週末だったのだ！このような絞首刑の日は年に 8 日あり、その日最大の観光名所とされていた。

#### 死刑執行
処刑台に着くと死刑囚たちは最後の言葉を発言した。彼らは悔悛の気持ちを示すことが求められていたが、中には反抗的な者もいた。中には、神の前に立ち向かう準備をして、白いウェディングスーツを着る者もいた。死刑囚たちの告解や演説が収められた教区司祭の口座から得たお金の一部は、彼らの家族を養うために使われることになっていたが、実際にどれだけのお金が彼らに届いたかは分かっていない。
目隠しをされた囚人たちは、吊るされる前に頭にフードをかぶせられ、背中の後ろで腕を縛られることもあった。もがく囚人たちの首にロープを巻き付けるのは熟練した仕事だったに違いない。実際、ぶら下がったり揺れたりしながらも抵抗する囚人たちに、群衆はもっと声援を送った。最終的に「死の樹」にかかったのは20人ほどだったかもしれない。司祭は近くに立ち、彼らの魂のために説教を続けた。
死刑に処されたものは苦しみながら死んだ者もいた。男も女関わらず、最長30分間、体を揺らしながらもがき、息を切らしていた。運が良ければ、荷車が引き離されて吊り下げられた直後に、親戚や友人が足を引っ張って、すぐに苦しみから解放された。死の兆候は、死体の足に尿が流れ落ちることでした。この時点で、群衆は静まり返りっていたという。